# 竹塚神社
竹塚神社（たけつかじんじゃ）は、東京都足立区の神社。

## 歴史
天元年間（978年 - 983年）に創建された。1056年（天喜四年）、源頼義が奥州征討に出征する際に、ここに陣を構え、松を植えたという。この松は、1849年（嘉永2年）に雷が落ち、惜しくも枯死してしまった。後の改築時に用材の一部にしたという。
明治になるまで、当社境内は堀に囲まれていた。源頼義の本陣の跡と伝えられている

## 境内神社
- 月夜見神社
- 稲荷神社

## 交通アクセス
- 竹ノ塚駅より徒歩5分（経路案内）。